# Last Chance Canyon
Last Chance Canyon est un canyon situé dans les montagnes d'El Paso près de Johannesburg, en Californie. Le canyon s'étend de Saltdale au sud à Black Mountain au nord; une partie se trouve dans le parc d'État de Red Rock Canyon. Le canyon comprend une variété de sites archéologiques, y compris des pictogrammes, des villages, des abris sous roche, des moulins et des carrières. Des sites historiques tels que des camps d'extraction d'or sont également situés dans le canyon.
Le canyon appartient au Bureau américain de gestion des terres et est ouvert à un usage récréatif. La randonnée, le camping et les véhicules 4x4 sont autorisés dans la plupart des parties du canyon.
Le canyon a été ajouté au registre national des lieux historiques le 5 décembre 1972.

## Galerie

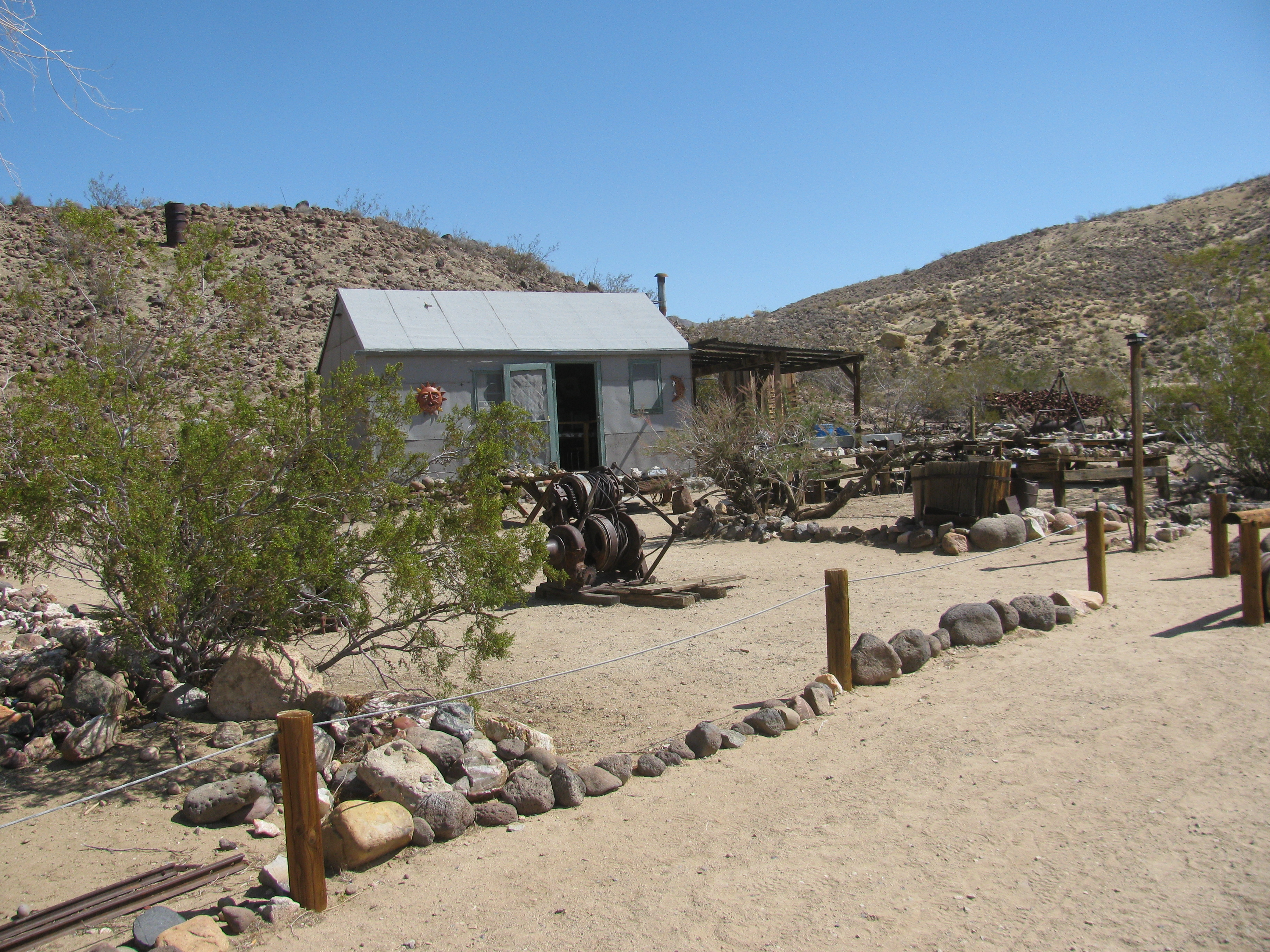
Cabine à Bickel Camp
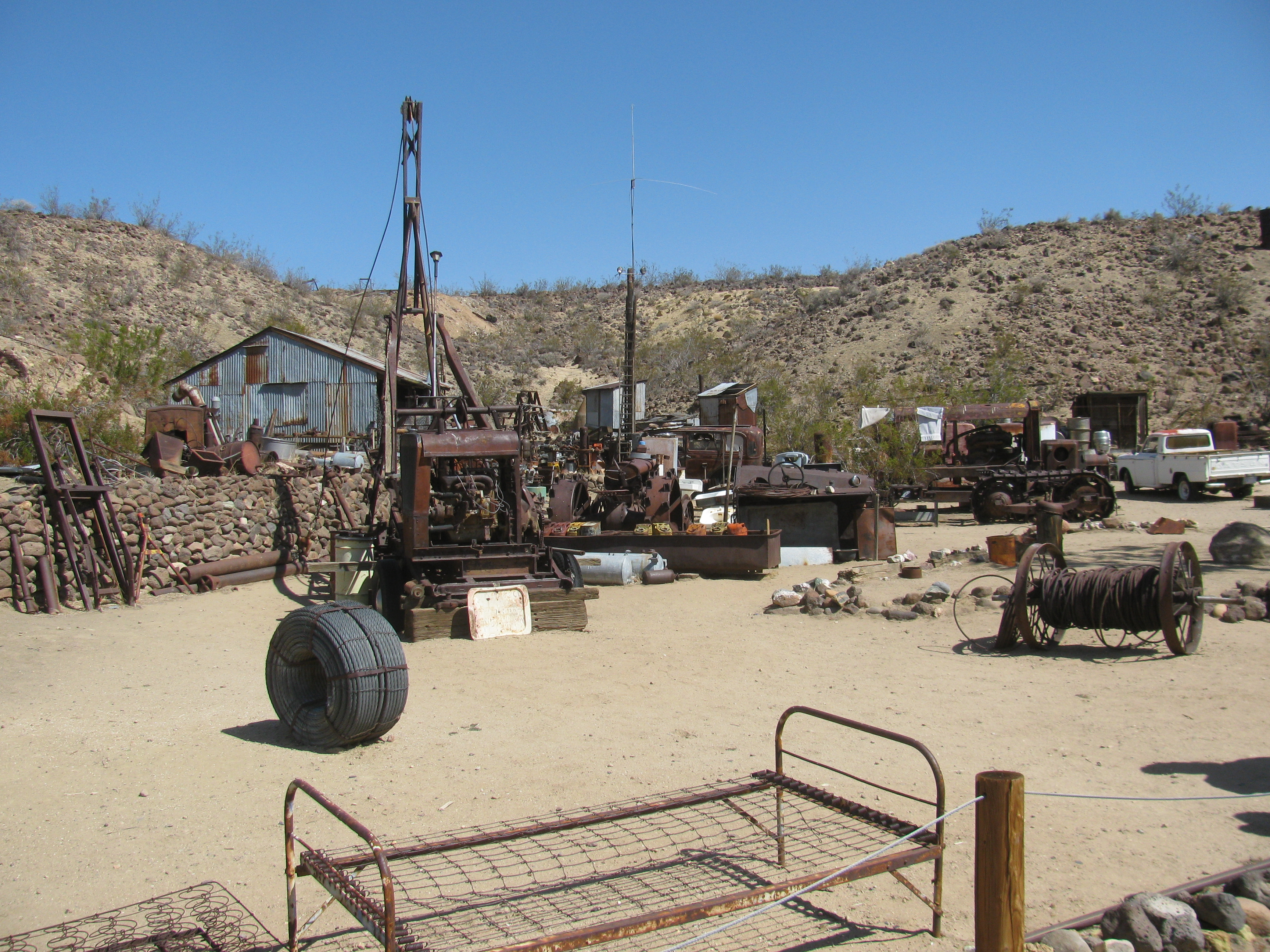
Atelier au camp Bickel
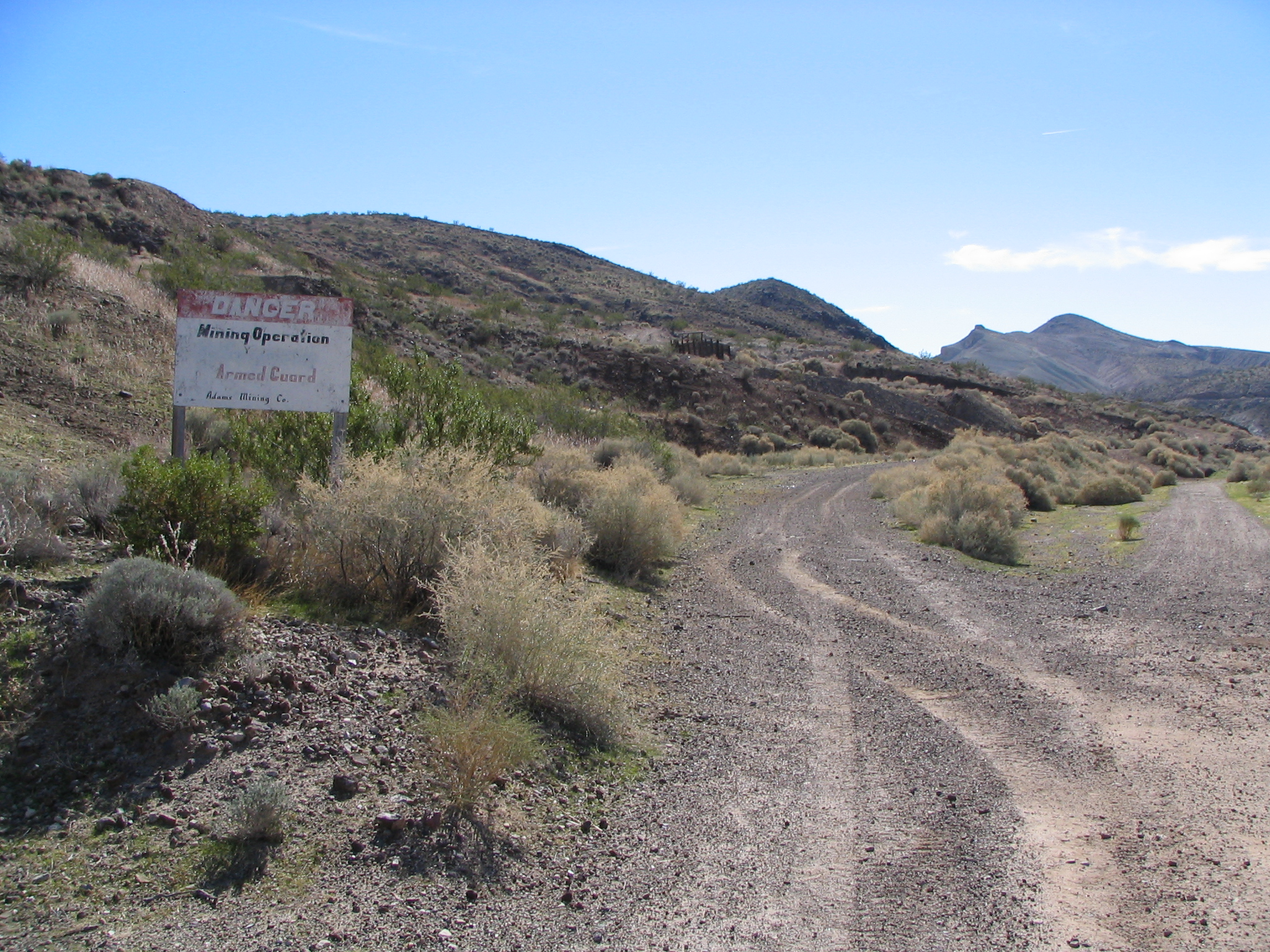
Le claim minier d'or d'Otto Adams
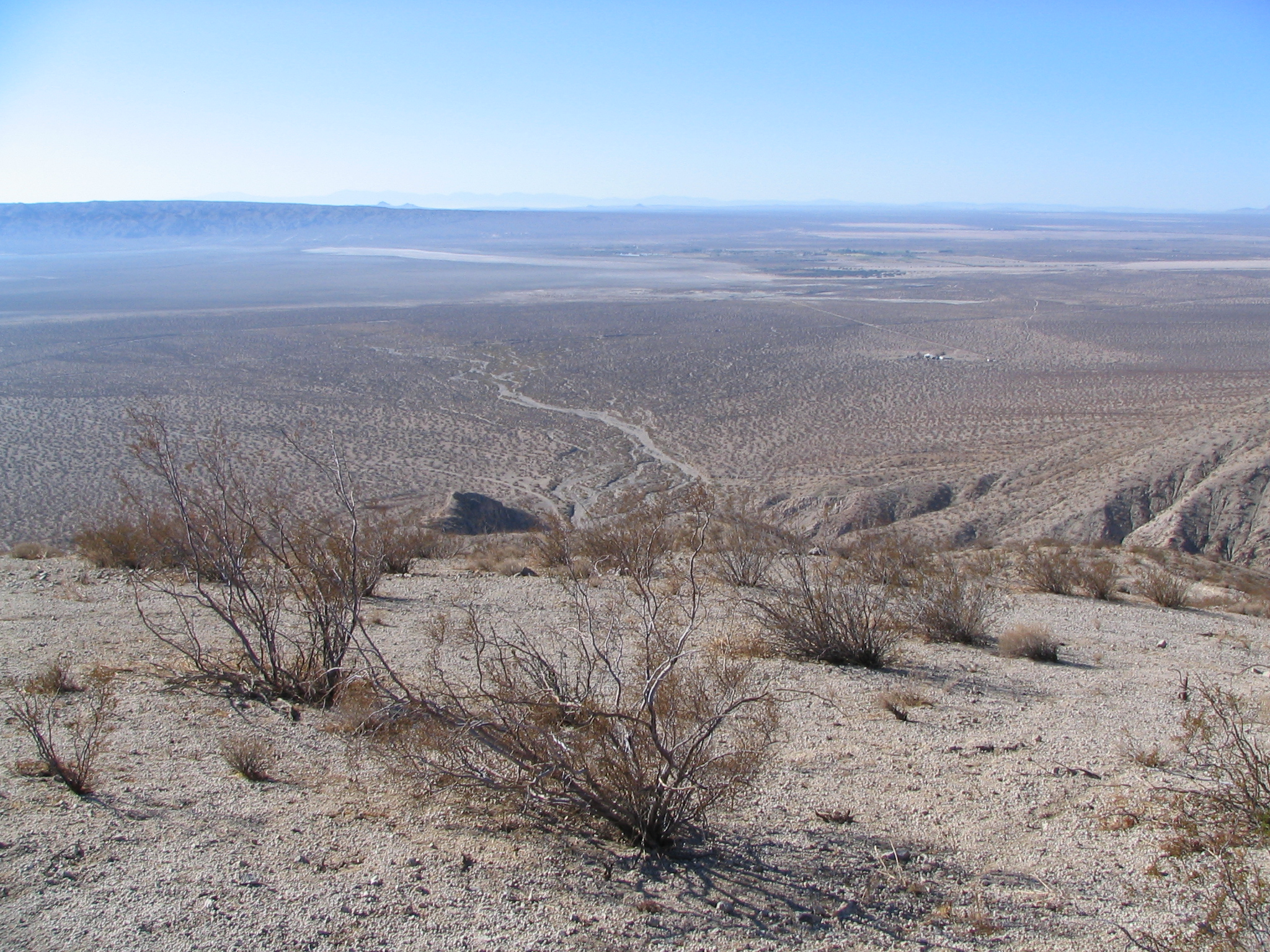
Extrémité sud du canyon
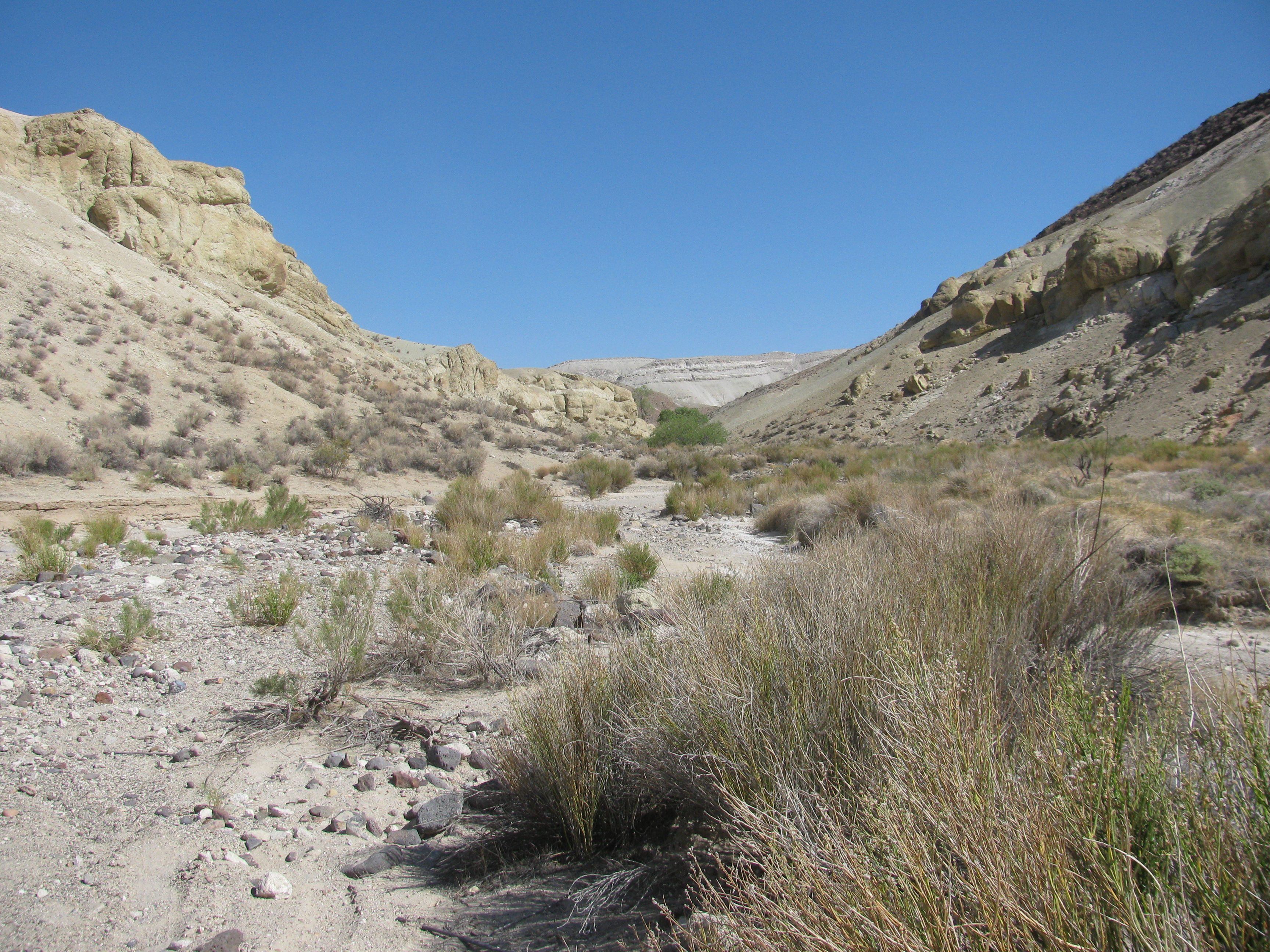
Le canyon près de Cudahy Camp